# 瑞士國家主義黨
瑞士國家主义党（德语：Partei National Orientierter Schweizer, lit. 德文：Partei National Orientierter Schweizer，简称PNOS；法文：Parti nationaliste suisse，简称PNS；意大利文：Parti nationaliste suisse，简称PNS。法文：Parti nationaliste suisse，缩写为PNS；意大利文：Partito nazionalista sv: 是瑞士的一个极右新纳粹政党，成立于2000年。2001年，它被瑞士联邦警察列为 "极端主义"。
该党的路线最初是模仿1930年代的国民阵线，具有明显的国家社会主义意识形态[引者注]（被PNOS称为 "eidgenössisch-sozialistisch"），但后来根据德国的《新法律》词汇进行了 "现代化"。
该党在任何一个州的议会中都没有代表。它的活动主要局限于瑞士西部高原的瑞士德语区。2004年，该党在伯尔尼州的朗根塔尔市议会中有一名代表（人口14,300）。2005年，另一名成员被选入索洛图恩州贡斯贝格的市行政委员会（人口1100人）。 
他们参加了2011年伯尔尼州的联邦选举，获得了0.3%的民众投票（1,066票），不到赢得议会席位所需票数的十分之一。他们还参加了沃州的选举，总共收集了132张选票（不到赢得一个席位所需的0.2%的选票）。